# Charles Paumier du Verger
Charles Paumier du Verger est un tireur belge né le 11 mars 1874 à Schaerbeek.

## Palmarès
Lors des Jeux olympiques de 1900 à Paris, Charles Paumier du Verger se classe troisième du tir à la carabine en position debout et sixième du tir trois positions. En 1908 à Londres, il fait partie de l'équipe qui termine deuxième du tir au pistolet.